# Aurora Dickie
Aurora Dickie (Recife, 1988) é uma bailarina brasileira com uma carreira internacional consolidada. Atualmente, é solista do Ballet Estatal de Berlim (Staatsballett Berlin), onde atua nos principais papéis e produções da companhia.

## Biografia
Aurora Dickie iniciou sua jornada na dança com sua mãe, a ex-bailarina Jane Dickie, em Recife, Brasil. Aos 11 anos, ingressou na Escola do Teatro Bolshoi no Brasil, em Joinville, onde estudou de 2000 a 2005, desenvolvendo sua formação técnica.
Após participar de competições internacionais, como o USA International Ballet Competition (USAIBC), conquistou a medalha de bronze no Youth America Grand Prix (YAGP) em 2007. No mesmo ano, ingressou no The Washington Ballet, sob a direção de Septime Webre. Após dois anos, retornou ao Brasil para integrar a São Paulo Companhia de Dança entre 2010 e 2011. Em setembro de 2011, voltou ao The Washington Ballet, onde permaneceu até 2015.
Durante as quatro temporadas seguintes, Aurora dançou papéis principais nas produções da companhia, incluindo Lago dos Cisnes, O Quebra-Nozes e Giselle. Trabalhou com coreógrafos renomados como George Balanchine, Christopher Wheeldon, Hans van Manen, Jiří Kylián, Trey McIntyre e Annabelle Lopez Ochoa.
Em 2015, Aurora foi contratada pelo Staatsballett Berlin como solista, onde desde então interpreta papéis de destaque em diversas produções clássicas e contemporâneas. Além de suas apresentações em Berlim, já se apresentou internacionalmente, incluindo participações como convidada no Brasil, e atuou como jurada em competições de balé, como o Ballet Beyond Borders em Montana, EUA.

## Educação
Paralelamente à sua carreira artística, Aurora buscou aprimoramento acadêmico. Estudou na Columbia University, em Nova York, e atualmente cursa um mestrado em Ciência da Dança na Universidade de Berna, na Suíça.

## Repertório destacado
Entre os principais papéis interpretados por Aurora no Staatsballett Berlin, destacam-se:
- Clara e Fada Açucarada em O Quebra-Nozes
- Gamzatti em La Bayadère (versão de Ratmansky])
- La Sylphide- Odette/Odile em O Lago dos Cisnes
- Giselle e Myrtha em Giselle
- Petite Mort – Jiří Kylián
- Secus –Naharin]
- Diamonds e Emeralds em Jewels – George Balanchine
- Fada Lilás em A Bela Adormecida
- The Second Detail, Approximate Sonata, Blake Works I – William Forsythe
- Works by Nacho Duato][9]

## Prêmios e reconhecimentos
- 2007: Medalha de bronze no America Grand Prix]
- 2012: Medalha de bronze no Cape Town International Ballet Competition
- 2012: Prêmio de Excelência em Dança Contemporânea no Valentina Kozlova International Ballet Competition

## Atuação como coach e mentora
Desde 2020, Aurora trabalha com jovens bailarinos como coach e mentora, auxiliando no planejamento de suas carreiras. Entre 2021 e 2023, coordenou o Enhance Mentorship Program do Staatsballett Berlin, oferecendo suporte a bailarinos recém-formados que ingressavam no mercado profissional.
Entre seus mentorados, destacam-se Ana Gonçalves, atualmente bailarina do Bayerisches Staatsballett, e a bailarina que, em 2023 sob sua tutela, ganhou o segundo lugar no Festival de Dança de Joinville. Seus coachees também têm conquistado papéis de destaque, incluindo admissões em instituições como a Royal Ballet School.
Hoje, Aurora Dickie é uma referência no Brasil e no mundo na orientação e planejamento de carreira de jovens bailarinos, enquanto segue dançando ativamente como bailarina solista no Staatsballett Berlin.